# G
G, g — седьмая буква базового латинского алфавита, называемая в латинском и немецком языках гэ, во французском языке — жэ, в английском языке (и итальянском) — джи, в испанском языке — хе.

## Употребление
- В биохимии G — символ глицина и гуанозина, а также тип белка (G-белки).
- В астрономии G — префикс предварительного обозначения комет, астероидов и малых планет, открытых с 1 по 15 апреля любого года.
- В международной системе номерных знаков транспортных средств обозначает Габон.
- В музыке — нота соль[1] или аккорд соль мажор.
- В финансах — на Нью-Йоркской фондовой бирже обозначает компанию Gillette.
- В языках программирования G — язык программирования, использующийся в LabVIEW.
- В физике G — гравитационная постоянная и энергия Гиббса, g — единица ускорения, вызванного гравитацией, а также множитель Ланде (или g-Фактор) и метрика пространства-времени, g — глюон, элементарная безмассовая частица.
- В почтовых индексах первая буква: в Канаде обозначает провинцию Квебек; в Великобритании — Глазго.
- В кино G — рейтинг General audiences по системе рейтингов Американской киноассоциации — «Фильм демонстрируется без ограничений»
- В анатомии G-точка — гипотетическая область в передней стенке влагалища женщин.
- G — монетный знак означает условный знак монетных дворов на:
  - старинных французских — в Пуатье;
  - швейцарских — в Женеве;
  - прусских — в Штеттине;
  - германских — в Карлсруэ[2].
- G встречается на монетах, битых в Нигибанье (в Верхней Венгрии)[2].
- G обозначает сокращение фамилии гравёра Гуена (Gouin) на русских монетах:
  - червонцах 1710 года и 1712 года, рублях 1707 года и 1712 года, полтинах 1701 года, полуполтинах — 1701 года и 1712 года[2].
  - севских чехах 1707 года[2].

## История
В этрусском алфавите, легшем в основу латинского, звук /g/ обозначался буквой, схожей по написанию с C. Вплоть до третьего века до н. э. в латинском языке буква C обозначала и звук /k/, и звук /g/. Пережиток такого двойственного обозначения сохранился в традиции сокращать римские имена Гай и Гней как C. и Cn., соответственно.

Готская буква Jēr

Примерно в третьем веке до н. э. к букве C добавили снизу вертикальную черту, получив новую букву. В письменных источниках упоминается изобретатель буквы G — Спурий Карвилий Руга, который учил около 230 до н. э., — первый римлянин-вольноотпущенник, открывший платную школу. Благодаря широкому применению римлянами засечек у вертикальной черты новой буквы появилась горизонтальная засечка, развившаяся со временем в неотъемлемый горизонтальный элемент символа G. При этом вертикальная черта, наоборот, стала необязательным элементом, во многих современных шрифтах не используемым. В рукописном варианте вертикальную черту изображали в виде хвостика у буквы C, как в одном из вариантов написания греческой буквы сигма — ↅ. 

## Компьютерные кодировки
В Юникоде заглавной букве G соответствует U+0047, строчной g — U+0067.
В кодах ASCII заглавной букве G соответствует 71, строчной g — 103, в двоичной системе, соответственно, 01000111 и 01100111.
Код EBCDIC для заглавной G — 199, для строчной g — 135.
Цифровые значения в HTML и XML — «&#71;» и «&#103;» для верхнего и нижнего регистра, соответственно.
| Название по-русски: гэ. Код НАТО: Golf (/ɡʌlf/, [голф]). Азбука Морзе: −−· |                   |                                     |        |
| \| ● \| ● \| \| ● \| ● \| \| ○ \| ○ \| Шрифт Брайля                        | Семафорная азбука | Флаги международного свода сигналов | Амслен |
| ●                                                                          | ●                 |                                     |        |
| ●                                                                          | ●                 |                                     |        |
| ○                                                                          | ○                 |                                     |        |